# موراشیتسه (ناحیه زنویمو)
موراشیتسه (به چکی: Morašice) یک منطقهٔ مسکونی در جمهوری چک است که در ناحیه زنویمو واقع شده‌است. موراشیتسه ۵٫۶ کیلومتر مربع مساحت و ۲۳۶ نفر جمعیت دارد و ۲۴۶ متر بالاتر از سطح دریا واقع شده‌است.